# Lee So-ra
Lee So-ra (kor. 이소라, * 22. Juli 1994 in Wonju) ist eine südkoreanische Tennisspielerin.

## Karriere
Lee, die laut ITF-Profil Hartplätze bevorzugt, begann mit neun Jahren mit dem Tennisspielen. Sie gewann bisher sieben Einzel- und 16 Doppeltitel auf Turnieren des ITF Women’s Circuit.
Seit 2013 spielt sie für die südkoreanische Fed-Cup-Mannschaft. Von ihren 14 Fed-Cup-Einsätzen konnte sie fünf gewinnen.

## Turniersiege

### Einzel
| Nr. | Datum             | Turnier   | Kategorie   | Belag     | Finalgegnerin   | Ergebnis       |
| --- | ----------------- | --------- | ----------- | --------- | --------------- | -------------- |
| 1.  | 1. September 2012 | Yeongwol  | ITF $10.000 | Hartplatz | Hong Hyun-hui   | 6:4, 4:6, 6:3  |
| 2.  | 6. Juli 2014      | Gimcheon  | ITF $10.000 | Hartplatz | Han Na-lae      | 7:62, 2:6, 6:4 |
| 3.  | 14. Juni 2015     | Goyang    | ITF $25.000 | Hartplatz | Risa Ozaki      | 6:4, 3:6, 6:4  |
| 4.  | 28. Juni 2015     | Gwangju   | ITF $10.000 | Hartplatz | Hong Seung-yeon | 6:1, 6:2       |
| 5.  | 1. August 2015    | Hongkong  | ITF $15.000 | Hartplatz | Xu Shilin       | 6:4, 4:6, 6:2  |
| 6.  | 16. August 2015   | Gimcheon  | ITF $10.000 | Hartplatz | Makoto Ninomiya | 6:2, 6:3       |
| 7.  | 25. März 2018     | Nishitama | ITF $15.000 | Hartplatz | Kim Na-ri       | 6:3, 2:6, 7:5  |

### Doppel
| Nr. | Datum              | Turnier    | Kategorie   | Belag     | Partnerin      | Finalgegnerinnen                               | Ergebnis          |
| --- | ------------------ | ---------- | ----------- | --------- | -------------- | ---------------------------------------------- | ----------------- |
| 1.  | 7. Mai 2011        | Hyderabad  | ITF $10.000 | Hartplatz | Han Na-lae     | Sowjanya Bavisetti Natasha Palha               | 6:3, 6:2          |
| 2.  | 29. März 2013      | Bundaberg  | ITF $25.000 | Sand      | Jang Su-jeong  | Miki Miyamura Varatchaya Wongteanchai          | 7:64, 4:6, [10:8] |
| 3.  | 7. März 2014       | Mildura    | ITF $15.000 | Rasen     | Jang Su-jeong  | Jessica Moore Aleksandrina Najdenowa           | 6:1, 1:6, [10:4]  |
| 4.  | 6. September 2014  | Yeongwol   | ITF $10.000 | Hartplatz | Choi Ji-hee    | Liang Chen Liu Chang                           | 6:2, 7:5          |
| 5.  | 19. Oktober 2014   | Goyang     | ITF $25.000 | Hartplatz | Hong Hyun-hui  | Han Sung-hee Lee Hye-min                       | 6:4, 6:2          |
| 6.  | 25. Juli 2015      | Hongkong   | ITF $15.000 | Hartplatz | Choi Ji-hee    | Eudice Chong Katherine Ip                      | 6:2, 6:2          |
| 7.  | 31. Juli 2015      | Hongkong   | ITF $15.000 | Hartplatz | Choi Ji-hee    | Gai Ao Sheng Yuqi                              | 6:1, 6:1          |
| 8.  | 5. September 2015  | Noto       | ITF $25.000 | Teppich   | Jang Su-jeong  | Chiaki Okadaue Kyōka Okamura                   | 6:3, 2:6, [10:8]  |
| 9.  | 24. März 2018      | Nishi-Tama | ITF $15.000 | Hartplatz | Kim Na-ri      | Chisa Hosonuma Kanako Morisaki                 | 6:4, 7:5          |
| 10. | 12. Mai 2018       | Goyang     | ITF $25.000 | Hartplatz | Han Na-lae     | Ulrikke Eikeri Akiko Omae                      | 6:2, 5:7, [10:2]  |
| 11. | 26. Mai 2018       | Changwon   | ITF $25.000 | Hartplatz | Kim Na-ri      | Kim Dabin Yu Min-hwa                           | 6:1, 6:1          |
| 12. | 8. September 2018  | Yeongwol   | ITF $15.000 | Hartplatz | Kim Da-bin     | Bae Do-hee Hong Seung-yeon                     | 6:2, 7:5          |
| 13. | 20. März 2021      | Antalya    | ITF W15     | Sand      | Han Na-lae     | Jessie Aney Park So-hyun                       | 4:6, 7:5, [10:4]  |
| 14. | 3. April 2021      | Antalya    | ITF W15     | Sand      | Jang Su-jeong  | Paula Pérez García María José Portillo Ramírez | 6:2, 2:6, [10:7]  |
| 15. | 10. April 2021     | Antalya    | ITF W15     | Sand      | Misaki Matsuda | Lucie Havlíčková Miriam Kolodziejová           | 6:2, 6:3          |
| 16. | 10. September 2022 | Yeongwol   | ITF W15     | Hartplatz | Kim Da-bin     | Back Da-yeon Lee Eun-hye                       | 6:4, 3:6, [12:10] |